# الحقيقة تخرج من بئرها
لوحة الحقيقة تخرج من بئرها حاملةً سوطها لتعاقب بني آدم (بالفرنسية: La Vérité sortant du puits armée de son martinet pour châtier l'humanité)‏ هي لوحة للفنان الفرنسي جان ليون جيروم رسمها عام 1896.

## نظرة عامة
رسم جيروم عمل فني يشبه الذي سبق في عام 1895 تحت اسم Mendacibus et histrionibusoccisa in puteo jacet alma Veritas (بالعربية: الحقيقية العارية تقبع في بئر بعد أن قتلها الكاذبون والمتظاهرون) ويقال بأن كلتا اللوحتين (مثل أعمال مشابهة، قام بها إدوارد ديبات بونسان) كانت بمثابة ردة فعل على قضية دريفوس، ، ويقال أيضًا بأن هذه اللوحة هي تجسيد لرفض جيروم ومعارضته للحركة الانطباعية، ورغم هذا ذكر جيروم في التوطئة التي كتبها لصحيفة «إميل بايردز» بعنوان «لي نيو استيتيك» التي تترجم إلى «العري الجمالي» عن أثر التصوير الفتوغرافي على الرسم، كاتباً التالي:
| La photographie est un art. La photographie force les artistes à se dépouiller de la vieille routine et à oublier les vieilles formules. Elle nous a ouvert les yeux et forcé à regarder ce qu'auparavant nous n'avions jamais vu, service considérable et inappréciable qu'elle a rendu à l'Art. C'est grâce à elle que la vérité est enfin sortie de son puits. Elle n'y rentrera plus. | التصوير الفوتوغرافي فن يرغم الفنان على نسيان عاداته وخلطاته القديمة، ففتح أعيننا لنرى ما لم نرى من قبل وهذه هدية عظيمة لا توصف قدمها التصوير الفتوغرافي للفن، وبفضله خرجت الحقيقة من بئرها ولن تعود إليه لأبد. |
| | |

يشير اسم اللوحة إلى قول مأثور للفيلسوف ديموقريطوس، وهو «لا نعرف من الحقيقة شيئًا، لأن الحقيقة في بئر [مضاءة في أسفل الهوة]». وتعري السيدة في اللوحة (الحقيقة) هو إشارة إلى المثل المشهور «الحقيقة المجردة» أو «الحقيقة العارية»،  ووفقًا لتشارلز مورو-فوتييه وهو كاتب سيرة حياة جيروم، فإن جيروم كان ينام واللوحة معلقة فوق رأسه، ويقول بأنه عثر عليه ميتًا على سريره في عام 1904 وذراعه ممتدة على اللوحة وكأنه يودعها.

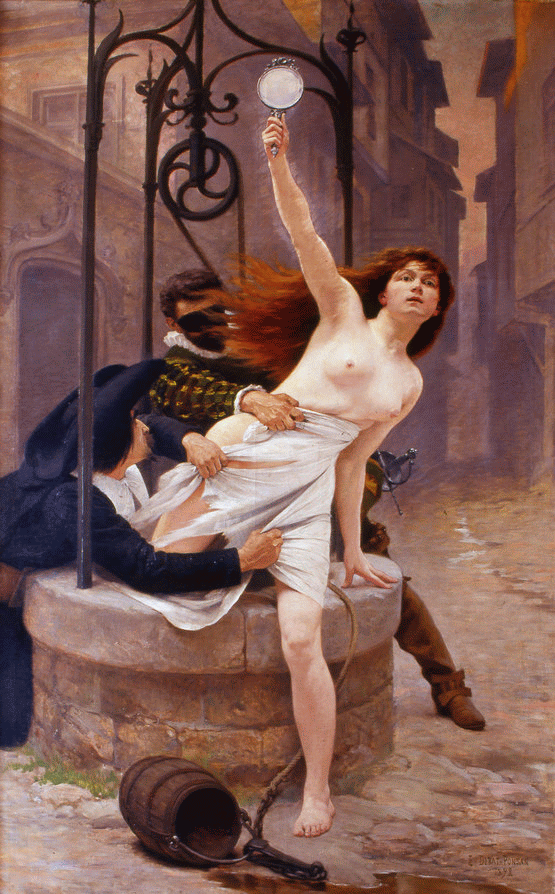
في Nec Mergitur (Nor is she Submerged) أو La Vérité sortant du puits (1898) لوحة للفنان ادوارد دوبات بوناسن بإسم " ردود فعل الكهنة تحاول جر الحقيقة إلى بئرها"

عُرضت اللوحة في الصالون(Salon) في عام 1896، وكانت جزءً من المعرض الدائم منذ عام 1978 في متحف آن دي بوجيو في مولان بفرنسا 

## روابط خارجية
- Musée Anne-de-Beaujeu & Maison Mantin (2012). "La Vérité Est au Musée!" (PDF). Musée Anne-de-Beaujeu. اطلع عليه بتاريخ 2018-04-03. Musée Anne-de-Beaujeu & Maison Mantin (2012). "La Vérité Est au Musée!" (PDF). Musée Anne-de-Beaujeu. اطلع عليه بتاريخ 2018-04-03. Musée Anne-de-Beaujeu & Maison Mantin (2012). "La Vérité Est au Musée!" (PDF). Musée Anne-de-Beaujeu. اطلع عليه بتاريخ 2018-04-03. Musée Anne-de-Beaujeu & Maison Mantin (2012). "La Vérité Est au Musée!" (PDF). Musée Anne-de-Beaujeu. اطلع عليه بتاريخ 2018-04-03. Musée Anne-de-Beaujeu & Maison Mantin (2012). "La Vérité Est au Musée!" (PDF). Musée Anne-de-Beaujeu. اطلع عليه بتاريخ 2018-04-03. - كتيب على اللوحة من Musée Anne-de-Beaujeu (بالفرنسية)